# La Guajira
Koordinaten: 11° 33′ N, 72° 21′ W
La Guajira ist ein Departamento im äußersten Nordosten Kolumbiens, in der Región Caribe. Es grenzt im Westen, Norden und Osten an den Atlantik. Im Südosten liegt Venezuela, im Süden das Departamento Cesar und im Südwesten das Departamento Magdalena.
Im trockenen Departamento wird wenig Landwirtschaft betrieben. Es werden Reis, Yuca, Sorghum und Sesam angebaut. Die Industrie spielt eine untergeordnete Rolle. An Bodenschätzen sind Kohle und Erdgas erwähnenswert. Der größte Steinkohlentagebau Lateinamerikas, El Cerrejón, befindet sich in La Guajira. Fischfang und Salzgewinnungsanlagen an der Küste sind weniger von Bedeutung.

## Geographie
Das Departamento liegt östlich bzw. nordöstlich der Sierra Nevada de Santa Marta an der Karibikküste. Die nach dem Ende der östlichen Gebirgsausläufer meist flache Topographie wird durchzogen von zahlreichen kurzen, jedoch wasserreichen Flüssen. Der nördliche Teil des Departamentos auf der Guajira-Halbinsel hat ein arides Klima; im äußersten Nordwesten befindet sich in der Region des Cabo de la Vela sogar eine echte Wüste.
Die flachen und trockenen Regionen des Departamentos sind häufig von Hochwassern betroffen. Während der Regenzeit werden häufig große Landflächen überschwemmt.
Die gleichnamige Halbinsel, die einen Großteil der Fläche des Departamentos ausmacht, liegt zu einem kleinen Teil auf venezolanischem Staatsgebiet.
Auf dem Gebiet des Departamentos befinden sich derzeit drei kolumbianische Nationalparks: Der Parque Nacional Natural Sierra Nevada de Santa Marta mit den höchsten Bergen Kolumbiens, das Santuario de Fauna y Flora los Flamencos, ein Habitat mit roten Flamingos, sowie der Nationalpark Parque Nacional Natural Macuira, ein Bergregenwald im nahezu unbesiedelten Nordosten des Departamentos.

## Geschichte
Der Name „La Guajira“ leitet sich her aus der Eigenbezeichnung einer der dort lebenden indianischen Ethnien, dem Volk der Wayúu. Neben den Arhuacos bildeten die Wayúu die Bevölkerung der Region vor der Ankunft der Spanier. Durch die exponierte Lage unmittelbar an der Karibikküste wurde das Departamento sehr früh europäisch entdeckt bzw. erschlossen. Die Hauptstadt Riohacha ist eine der frühesten spanischen Stadtgründungen auf dem südamerikanischen Festland.
1498 umrundete die Expedition von Alonso de Ojeda die Halbinsel Guajira. Eine erste Landung erfolgte durch Juan de la Cosa, dabei wurde eine erste Ansiedlung am Cabo de la Vela gegründet. 1536 erfolgte dann die Gründung der späteren Hauptstadt Riohacha durch den Beauftragten der Welser in Lateinamerika, Nikolaus Federmann.
Die Spanier trafen im Gebiet der Sierra Nevada de Santa Marta auf die Hochkultur der Tairona. Die sogenannte Ciudad Perdida ist eines der wichtigsten archäologischen Freiluftdenkmäler in Südamerika, vergleichbar mit Machu Picchu oder den ausgedehnten Ruinen von Chan Chan.

## Besiedlung
Das Departamento besitzt neben der Hauptstadt Riohacha nur eine weitere größere Stadt, das an der venezolanischen Grenze gelegene Maicao.
Ansonsten ist die Bevölkerungsstruktur sehr ländlich geprägt. An der Karibikküste bestimmen Fischerdörfer das Bild, im Landesinneren finden sich zahlreiche Einzelhöfe bzw. -gebäude.
Eine beträchtliche Bedeutung besitzt innerhalb des Departamentos die indianische Bevölkerungsminderheit, deren zahlreichster Stamm die Wayúu sind.

## Administrative Unterteilung
Das Departamento de la Guajira besteht aus 15 Gemeinden (Municipios). Diese untergliedern sich in einen Gemeindekern (cabecera municipal) und dem Umland (resto rural). Das Umland wiederum wird weiter unterteilt in sogenannte Polizeiinspektionen (Inspecciones de Policía Municipal), kleinere Ämter (corregimientos), Siedlungszentren (centros poblados) und Gehöfte (caseríos). Im Folgenden verzeichnet sind alle Gemeinden mit ihrer Gesamteinwohnerzahl sowie der Einwohnerzahl für Gemeindekern und Umland aus der Volkszählung des kolumbianischen Statistikamtes DANE aus dem Jahr 2018, hochgerechnet für das Jahr 2022.
| Gemeinde           | Gesamteinwohnerzahl | Einwohner Gemeindekern | Einwohner Umland |
| ------------------ | ------------------- | ---------------------- | ---------------- |
| Albania            | 33.494              | 19.765                 | 13.729           |
| Barrancas          | 39.801              | 19.478                 | 20.323           |
| Dibulla            | 43.663              | 6.581                  | 37.082           |
| Distracción        | 14.788              | 7.324                  | 7.464            |
| El Molino          | 8.178               | 7.628                  | 439              |
| Fonseca            | 46.232              | 41.241                 | 4991             |
| Hatonuevo          | 22.873              | 14.675                 | 8.198            |
| La Jagua del Pilar | 3.979               | 2.638                  | 1.341            |
| Maicao             | 192.085             | 124.423                | 67.662           |
| Manaure            | 96.991              | 12.991                 | 84.000           |
| Riohacha           | 209.488             | 153.672                | 55.816           |
| San Juan del Cesar | 51.463              | 36.634                 | 14.829           |
| Uribia             | 197.327             | 12.148                 | 185.179          |
| Urumita            | 11.688              | 10.548                 | 1.140            |
| Villanueva         | 30.344              | 28.827                 | 1.517            |

## Infrastruktur
Das Straßennetz des Departamentos ist gut ausgebaut. Die beiden Hauptverkehrsverbindungen, die Straßen von Santa Marta und von Valledupar, sind asphaltiert und in gutem Zustand. Von besonderer wirtschaftlicher Bedeutung ist der Grenzübergang Maicao mit Straßenverbindung nach Venezuela.
Riohacha besitzt einen Regionalflughafen.
Die Güterbahnlinie von El Cerrejón transportiert nahezu ausschließlich die dort geförderte Steinkohle.

## Wirtschaft
Die Lage unmittelbar an der Karibikküste bestimmt zu einem großen Teil die wirtschaftliche Entwicklung des Departamentos. Fischerei, insbesondere Krabbenfischerei, bietet für einen Großteil der Küstenbevölkerung im ländlichen Raum eine Lebensgrundlage. Daneben gibt es eine ausgedehnte extensive Viehzucht, die jedoch aufgrund der Trockenheit des Klimas in weiten Teilen von La Guajira weniger effizient ist als in anderen Regionen Kolumbiens.
Am Fuß der Sierra Nevada de Santa Marta finden sich große Bananenplantagen.
Mit El Cerrejón besitzt das Departamento die größte Kohlegrube Südamerikas. Eine Eisenbahnlinie verläuft vom Standort der Grube bis zum Hafen Puerto Bolívar. Reiche Erdgasfelder, die seit einigen Jahren ausgebeutet werden, tragen zur Wertschöpfung des Departamentos erheblich bei. Riohacha besitzt ein Erdgasterminal.
Insgesamt ist das Departamento für kolumbianische Verhältnisse arm. Die bedeutenden Einnahmen aus dem Marihuanaanbau, die in den 1990er Jahren für einen Wirtschaftsboom sorgten, haben sich als nicht nachhaltig erwiesen.
Durch die unmittelbare Nachbarschaft zu Venezuela hat sich eine zwar illegale, jedoch weitgehend geduldete Schattenwirtschaft entwickelt. Nach Kolumbien importiert werden über den Grenzübergang Maicao vor allem Erdölderivate (Benzin) und Haushaltselektronik.